# Castello di Cecina di Larciano
ll castello di Cecina è un monumento di Larciano (Pistoia). La frazione di Cecina dista circa 2 chilometri dallo stesso Comune di Larciano e la sua fortificazione risale al 1100 d.C.

## Storia
I terreni dove sorge la fortificazione della frazione di Cecina erano di proprietà della famiglia Guidi di Toscana già dal X secolo. Nel 927 il capostipite della famiglia Guidi, Tegrimo, aveva ricevuto in feudo dal re d’Italia, una serie di terreni, monasteri e pievi: tra questi c’era anche Cecina di Larciano. Il borgo di Cecina divenne luogo fortificato intorno al XII secolo quando anche gli altri castelli del Montalbano, come il castello di Larciano, divennero parte del sistema castellare e di controllo del territorio del versante occidentale del Montalbano.

### Il Duecento
Nel 1225 il castello di Cecina fu venduto al Comune di Pistoia per la somma di 6000 lire che ne fece insieme alle altre fortificazioni della zona un punto di controllo. A causa quell’acquisto, i contadini e i popolani di Cecina si ritrovarono a dover versare un forte tributo in denaro al comune, nuovo proprietario del feudo.

### Il Trecento
Dopo la coalizione di Firenze e Lucca, nel 1302 Cecina venne conquistata dalle due città dopo un assalto contro Pistoia. Stessa sorte per il Castello di Larciano, preso dopo la caduta di Serravalle in mano guelfa. La conquista durò otto anni, dopodiché Cecina fu di nuovo recuperata da Pistoia che fu costretta a pagare a Firenze per il riscatto 10000 fiorini d’oro.  Nello stesso periodo venne edificata una podesteria. Gli anni ‘40 del 1300 furono un periodo difficile anche per il borgo di Cecina. La peste fece strage come negli altri agglomerati del Montalbano. La conseguente carestia dette vita a rivolte contadine e la popolazione cominciò a spostarsi verso le aree pianeggianti, in cerca di viveri e terreni da coltivare.

### Il Quattrocento
Fu nel 1401 con la riforma politico amministrativa del Comune di Pistoia che Cecina entrò a far parte del contado fiorentino, sottomesso alla giurisdizione tributaria di Firenze insieme alle podesterie di Serravalle, Larciano (con Cecina), Tizzana e Montale.

### Il Settecento e l’Ottocento
Nel 1774 venne soppressa la podesteria di Larciano e Cecina passò sotto il controllo del tribunale di Serravalle pistoiese e alla municipalità di Lamporecchio. Fu solo con la riforma amministrativa del governo Crispi e l’istituzione delle leggi comunali nel 1897 che Cecina venne costituita come frazione del Comune di Larciano, distaccandosi da Lamporecchio.

## L’architettura
All’interno della cinta muraria, in parte ancora ben conservata, si trova la chiesa romanica dedicata a San Nicola. È stata eretta a parrocchia nel 1464. Al suo interno è conservato un affresco dell’artista Donnino di Francesco che risale al 1500. Nell’affresco sono rappresentati l’Arcangelo Raffaele e San Rocco (patrono del Comune di Larciano). Dietro l’altare un altro affresco che risale al 1500 che rappresenta una Madonna col Bambino. La cinta muraria di Cecina aveva tre porte: due sono ben conservate nonostante le costruzioni civili successive. La facciata della chiesa, come da tradizione architettonica cristiana, guarda ad ovest.

## Il disegno di Leonardo da Vinci
Leonardo da Vinci ha riprodotto in un disegno cartografico il castello di Cecina. Il disegno è codificato RL 12279, RL 12685 di Windsor e nel Codice di Madrid II (ff. 3r e 23r)